# Burtonia minor
Burtonia minor là một loài thực vật có hoa trong họ Đậu. Loài này được (Sm.) DC. mô tả khoa học đầu tiên năm 1825.